# Улугчат
39°42′59″ пн. ш. 75°15′29″ сх. д. / 39.71625° пн. ш. 75.25792° сх. д.
Улугчат (також Уця, від кит. 乌恰县, пін. Wūqià Xiàn, трансліт. Ulugqat) — один із повітів КНР у складі Кизилсу-Киргизької автономної префектури, СУАР. Адміністративний центр — містечко Уця.

## Географія
Повіт Улугчат лежить в горах Тянь-Шань у західній частині СУАР.

### Клімат
Повіт знаходиться у зоні, котра характеризується кліматом пустель помірного поясу. Найтепліший місяць — липень із середньою температурою 20,4 °C. Найхолодніший місяць — січень, із середньою температурою -7,6 °С.
| Клімат повіту Улугчат   | Клімат повіту Улугчат | Клімат повіту Улугчат | Клімат повіту Улугчат | Клімат повіту Улугчат | Клімат повіту Улугчат | Клімат повіту Улугчат | Клімат повіту Улугчат | Клімат повіту Улугчат | Клімат повіту Улугчат | Клімат повіту Улугчат | Клімат повіту Улугчат | Клімат повіту Улугчат | Клімат повіту Улугчат |
| Показник                | Січ.                  | Лют.                  | Бер.                  | Квіт.                 | Трав.                 | Черв.                 | Лип.                  | Серп.                 | Вер.                  | Жовт.                 | Лист.                 | Груд.                 | Рік                   |
| Середній максимум, °C   | −0,3                  | 2,1                   | 8,6                   | 15,8                  | 20,5                  | 24,6                  | 26,9                  | 26,1                  | 21,3                  | 14,4                  | 7,7                   | 1,9                   | 14,1                  |
| Середня температура, °C | −7,6                  | −4,3                  | 2,8                   | 9,7                   | 14,3                  | 18,1                  | 20,4                  | 19,9                  | 15                    | 8,2                   | 1                     | −5,4                  | 7,7                   |
| Середній мінімум, °C    | −13,3                 | −9,9                  | −2,3                  | 4,1                   | 8,8                   | 12,3                  | 14,5                  | 14                    | 9,1                   | 2,4                   | −4,3                  | −10,6                 | 2,1                   |
| Норма опадів, мм        | 3.3                   | 5.4                   | 13.5                  | 15.4                  | 24.1                  | 31.4                  | 30.1                  | 27                    | 21.2                  | 11.3                  | 3.2                   | 2.9                   | 188.8                 |
| Вологість повітря, %    | 59                    | 54                    | 46                    | 38                    | 37                    | 36                    | 37                    | 38                    | 43                    | 45                    | 51                    | 59                    | 45.3                  |
| ----------------------- | --------------------- | --------------------- | --------------------- | --------------------- | --------------------- | --------------------- | --------------------- | --------------------- | --------------------- | --------------------- | --------------------- | --------------------- | --------------------- |
| Джерело: data.cma.cn    |                       |                       |                       |                       |                       |                       |                       |                       |                       |                       |                       |                       |                       |